# Arcidiocesi di Blantyre
L'arcidiocesi di Blantyre (in latino Archidioecesis Blantyrensis) è una sede metropolitana della Chiesa cattolica in Malawi. Nel 2022 contava 3.124.337 battezzati su 4.899.786 abitanti. È retta dall'arcivescovo Thomas Luke Msusa, S.M.M.

## Territorio
L'arcidiocesi comprende 7 distretti della Regione Meridionale del Malawi: Mwanza, Neno, Blantyre, Chiradzulu, Thyolo, Mulanje e Phalombe.
Sede arcivescovile è la città di Blantyre, dove si trova la cattedrale di Nostra Signora della Sapienza (Limbe Cathedral of Our Lady of Wisdom).
Il territorio si estende su 9.166 km² ed è suddiviso in 43 parrocchie.

### Provincia ecclesiastica
La provincia ecclesiastica di Blantyre, istituita nel 1959, comprende le seguenti suffraganee:
- diocesi di Chikwawa,
- diocesi di Mangochi,
- diocesi di Zomba.

## Storia
La prefettura apostolica dello Shire fu eretta il 3 dicembre 1903, ricavandone il territorio dal vicariato apostolico di Nyassa (oggi arcidiocesi di Lilongwe).
Il 14 aprile 1908 la prefettura apostolica fu elevata a vicariato apostolico con il breve In persona Principis Apostolorum di papa Pio X.
Il 15 maggio 1952 cedette una porzione del suo territorio a vantaggio dell'erezione del vicariato apostolico di Zomba (oggi diocesi) e contestualmente, in forza del decreto Cum in Nyassaland di Propaganda Fide, cambiò il proprio nome in vicariato apostolico di Blantyre.
Il 25 aprile 1959 il vicariato apostolico è stato elevato al rango di arcidiocesi metropolitana con la bolla Cum christiana fides di papa Giovanni XXIII.
Il 22 marzo 1965 ha ceduto un'altra porzione di territorio a vantaggio dell'erezione della diocesi di Chikwawa.
Nel maggio 1989 l'arcidiocesi ha ricevuto la visita pastorale di papa Giovanni Paolo II.

## Cronotassi dei vescovi
Si omettono i periodi di sede vacante non superiori ai 2 anni o non storicamente accertati.
- Auguste Prézeau, S.M.M. † (3 dicembre 1903 - 2 dicembre 1909 deceduto)
- Louis-Joseph-Marie Auneau, S.M.M. † (9 maggio 1910 - 25 dicembre 1949 dimesso)
- Johannes Baptist Hubert Theunissen, S.M.M. † (25 dicembre 1949 - 14 ottobre 1967 nominato amministratore apostolico d'Islanda[1])
- James Chiona † (29 novembre 1967 - 23 gennaio 2001 ritirato)
- Tarcisius Gervazio Ziyaye † (23 gennaio 2001 - 3 luglio 2013 nominato arcivescovo di Lilongwe)
- Thomas Luke Msusa, S.M.M., dal 21 novembre 2013

## Statistiche
L'arcidiocesi nel 2022 su una popolazione di 4.899.786 persone contava 3.124.337 battezzati, corrispondenti al 63,8% del totale.
| anno | popolazione | popolazione | popolazione | presbiteri | presbiteri | presbiteri | presbiteri                | diaconi | religiosi | religiosi | parrocchie |
| anno | battezzati  | totale      | %           | numero     | secolari   | regolari   | battezzati per presbitero | diaconi | uomini    | donne     | parrocchie |
| ---- | ----------- | ----------- | ----------- | ---------- | ---------- | ---------- | ------------------------- | ------- | --------- | --------- | ---------- |
| 1950 | 208.783     | 1.120.000   | 18,6        | 89         | 20         | 69         | 2.345                     |         | 6         | 102       | 19         |
| 1970 | 300.807     | 965.960     | 31,1        | 72         | 25         | 47         | 4.177                     |         | 83        | 151       | 33         |
| 1980 | 414.000     | 1.418.000   | 29,2        | 74         | 32         | 42         | 5.594                     |         | 75        | 178       | 40         |
| 1990 | 562.512     | 2.356.000   | 23,9        | 125        | 47         | 78         | 4.500                     |         | 111       | 171       | 44         |
| 1999 | 744.965     | 3.900.000   | 19,1        | 87         | 68         | 19         | 8.562                     |         | 64        | 169       | 46         |
| 2000 | 741.268     | 4.002.000   | 18,5        | 86         | 67         | 19         | 8.619                     |         | 66        | 172       | 45         |
| 2001 | 752.391     | 4.000.000   | 18,8        | 84         | 67         | 17         | 8.957                     |         | 62        | 142       | 46         |
| 2002 | 762.139     | 4.000.000   | 19,1        | 149        | 64         | 85         | 5.115                     |         | 122       | 150       | 48         |
| 2003 | 791.622     | 4.072.000   | 19,4        | 83         | 66         | 17         | 9.537                     |         | 37        | 156       | 46         |
| 2004 | 972.488     | 4.145.000   | 23,5        | 80         | 62         | 18         | 12.156                    |         | 67        | 339       | 38         |
| 2006 | 1.008.160   | 4.370.000   | 23,1        | 76         | 57         | 19         | 13.265                    |         | 82        | 211       | 37         |
| 2012 | 1.539.209   | 5.166.000   | 29,8        | 93         | 78         | 15         | 16.550                    |         | 43        | 341       | 37         |
| 2015 | 1.529.603   | 3.205.000   | 47,7        | 89         | 70         | 19         | 17.186                    |         | 50        | 345       | 40         |
| 2018 | 1.721.490   | 3.554.435   | 48,4        | 91         | 73         | 18         | 18.917                    |         | 47        | 409       | 41         |
| 2020 | 1.828.220   | 3.774.780   | 48,4        | 193        | 83         | 110        | 9.472                     |         | 136       | 349       | 43         |
| 2022 | 3.124.337   | 4.899.786   | 63,8        | 200        | 84         | 116        | 15.621                    |         | 143       | 374       | 43         |